# Machaerium biovulatum
Machaerium biovulatum är en ärtväxtart som beskrevs av Marc Micheli. Machaerium biovulatum ingår i släktet Machaerium och familjen ärtväxter. Inga underarter finns listade i Catalogue of Life.